# Ethan Hawke
Ethan Green Hawke (Austin, 6 novembre 1970) è un attore, sceneggiatore, regista e scrittore statunitense.
Ha ottenuto quattro candidature al Premio Oscar: una nel 2002 come miglior attore non protagonista per Training Day, una nel 2005 per la migliore sceneggiatura non originale per Prima del tramonto, una nel 2014 nella medesima categoria per Before Midnight ed un'altra nel 2015 al miglior attore non protagonista per Boyhood.

## Biografia

### Gli inizi
Nasce ad Austin, Texas, da James Steven Hawke e Leslie Carole Green, entrambi studenti all'Università del Texas ad Austin al momento della nascita del loro primogenito. Si separeranno tre anni dopo. Suo bisnonno era il fratello di Cornelius Williams, padre del famoso scrittore Tennessee Williams.
In giovane età si trasferisce con sua madre a Princeton, New Jersey, dove inizia a prendere lezioni di recitazione al McCarter Theatre. Frequenta, altresì, la West Windsor-Plainsboro High School (ora più nota col nome di West Windsor-Plainsboro High School South) e la Hun School of Princeton. Qui figura in commedie teatrali scolastiche come Santa Giovanna di George Bernard Shaw.

### Carriera
All'età di 14 anni esordisce nel film Explorers (1985), al fianco di River Phoenix. Studia recitazione alla British Theatre Association in Inghilterra e alla Carnegie Mellon University a Pittsburgh. Si iscrive due volte al programma di inglese della New York University ed è fondatore e direttore artistico della prima compagnia teatrale della città di New York, la Malaparte Theater Company. Frequenta anche la Packer Collegiate Institute a Brooklyn.
Inizia ad acquisire notorietà recitando nel film L'attimo fuggente (1989) di Peter Weir. Lasciata la scuola, interpreta altri film quali Vicino alla fine (1992), Alive - Sopravvissuti (1993), Giovani, carini e disoccupati, Prima dell'alba (1995), Gattaca - La porta dell'universo (1997), Newton Boys (1998), Paradiso perduto (1998) e Training Day (2002), grazie al quale ottiene una candidatura all'Oscar. Dirige il film Chelsea Walls (2001) e scrive due romanzi: Amore giovane (1996), inizialmente pubblicato in Italia col titolo Stato di eccitazione, e Mercoledì delle ceneri (2002).
Nel 2005 ottiene una candidatura al Oscar per la sua prima sceneggiatura scritta per il film del Before Sunset (2004), (seguito di Prima dell'alba).
Il 26 marzo 2006 l'ufficio personale di Hawke a New York resta distrutto in un incendio proprio nel periodo in cui Hawke si sta occupando di dirigere e interpretare il film tratto dal suo romanzo, L'amore giovane. Fortunatamente i negativi vengono recuperati. Nel 2014, diretto da Richard Linklater, partecipa al film Boyhood, girato nell'arco di ben 12 anni (2002-2013), vestendo i panni del padre del protagonista. La sua interpretazione gli fa guadagnare sia la candidatura al Golden Globe per il miglior attore non protagonista sia, nel 2015, agli Oscar per il miglior attore non protagonista.

## Vita privata

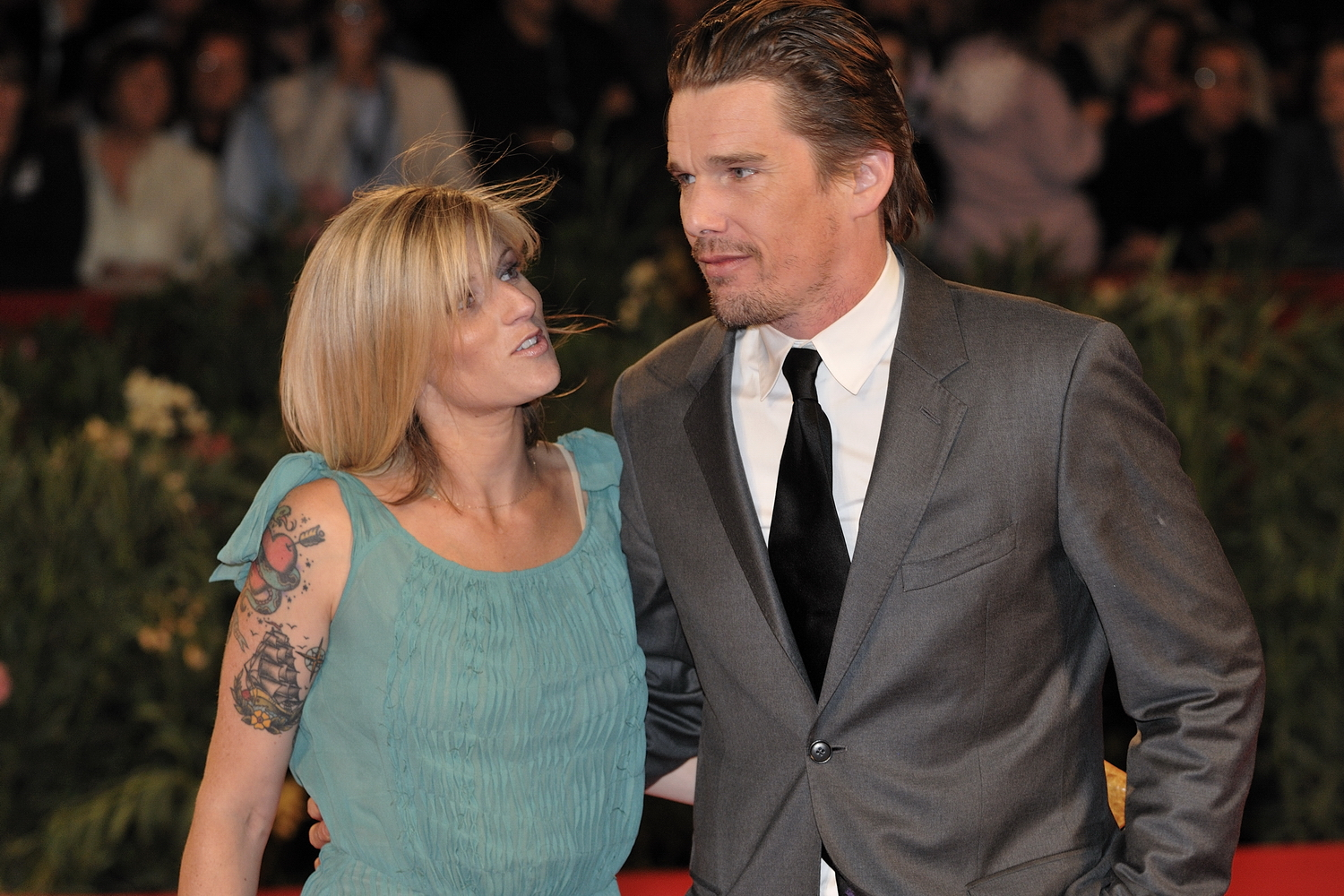
Ethan Hawke con la seconda moglie Ryan Shawhughes alla 66ª Mostra internazionale d'arte cinematografica di Venezia (2009).

Sostenitore del Partito Democratico, il 1º maggio 1998 sposa l'attrice Uma Thurman, dalla quale ha avuto due figli: Maya Ray (8 luglio 1998), anche lei diventata attrice, e Levon Roan (15 gennaio 2002). I due si separano nel luglio 2004 e divorziano ufficialmente nel 2005. Nel giugno del 2008 sposa l'ex baby-sitter dei suoi figli, Ryan Shawhughes. La coppia ha avuto due figlie: Clementine Jane (18 luglio 2008) e Indiana (5 agosto 2011).

## Filmografia

### Attore

#### Cinema
- Explorers, regia di Joe Dante (1985)
- Lion's Den, regia di Bryan Singer - cortometraggio (1988)
- L'attimo fuggente (Dead Poets Society), regia di Peter Weir (1989)
- Dad - Papà (Dad), regia di Gary David Goldberg (1989)
- Zanna Bianca - Un piccolo grande lupo (White Fang), regia di Randal Kleiser (1991)
- Vediamoci stasera... porta il morto (Mystery Date), regia di Jonathan Wacks (1991)
- Vicino alla fine (A Midnight Clear), regia di Keith Gordon (1992)
- Waterland - Memorie d'amore (Waterland), regia di Stephen Gyllenhaal (1992)
- Cambiar vita (Rich in Love), regia di Bruce Beresford (1992)[2]
- Alive - Sopravvissuti (Alive), regia di Frank Marshall (1993)
- Floundering, regia di Peter McCarthy (1994)
- Giovani, carini e disoccupati (Reality Bites), regia di Ben Stiller (1994)
- La leggenda di Zanna Bianca (White Fang 2: Myth of the White Wolf), regia di Ken Olin (1994) - non accreditato
- Quiz Show, regia di Robert Redford (1994) - non accreditato
- Prima dell'alba (Before Sunrise), regia di Richard Linklater (1995)
- Cerca e distruggi (Search and Destroy), regia di David Salle (1995)
- Gattaca - La porta dell'universo (Gattaca), regia di Andrew Niccol (1997)
- Paradiso perduto (Great Expectations), regia di Alfonso Cuarón (1998)
- Newton Boys, regia di Richard Linklater (1998)
- Amore a doppio senso (The Velocity of Gary), regia di Dan Ireland (1998)
- Joe the King, regia di Frank Whaley (1999)
- La neve cade sui cedri (Snow Falling on Cedars), regia di Scott Hicks (1999)
- Hamlet 2000, regia di Michael Almereyda (2000)
- Waking Life, regia di Richard Linklater (2001)
- Tape, regia di Richard Linklater (2001)
- Training Day, regia di Antoine Fuqua (2001)
- The Jimmy Show, regia di Frank Whaley (2001)
- Before Sunset - Prima del tramonto (Before Sunset), regia di Richard Linklater (2004)
- Identità violate (Taking Lives), regia di D.J. Caruso (2004)
- Assault on Precinct 13, regia di Jean-François Richet (2005)
- One Last Thing..., regia di Alex Steyermark (2005) - cameo non accreditato
- Lord of War, regia di Andrew Niccol (2005)
- Fast Food Nation, regia di Richard Linklater (2006)
- L'amore giovane (The Hottest State), regia di Ethan Hawke (2006)
- Onora il padre e la madre (Before the Devil Knows You're Dead), regia di Sidney Lumet (2007)
- Boston Streets (What Doesn't Kill You), regia di Brian Goodman (2008)
- Brooklyn's Finest, regia di Antoine Fuqua (2009)
- Yvan Attal, episodio di New York, I Love You, regia di Yvan Attal (2009)
- Staten Island, regia di James DeMonaco (2009)
- Daybreakers - L'ultimo vampiro (Daybreakers), regia di Michael e Peter Spierig (2009)
- La Femme du Vème, regia di Paweł Pawlikowski (2011)
- Total Recall - Atto di forza (Total Recall), regia di Len Wiseman (2012) - cameo non accreditato[3]
- Sinister, regia di Scott Derrickson (2012)
- La notte del giudizio (The Purge), regia di James DeMonaco (2013)
- Before Midnight, regia di Richard Linklater (2013)
- Getaway - Via di fuga (Getaway), regia di Courtney Solomon (2013)
- Boyhood, regia di Richard Linklater (2014)
- Predestination, regia di Michael e Peter Spierig (2014)
- Cymbeline, regia di Michael Almereyda (2014)
- Good Kill, regia di Andrew Niccol (2014)
- Regression, regia di Alejandro Amenábar (2015)
- Ten Thousand Saints, regia di Shari Springer Berman e Robert Pulcini (2015)
- Born to Be Blue, regia di Robert Budreau (2015)
- Il piano di Maggie - A cosa servono gli uomini (Maggie's Plan), regia di Rebecca Miller (2015)
- Nella valle della violenza (In a Valley of Violence), regia di Ti West (2016)
- The Phenom, regia di Noah Buschel (2016)
- I magnifici 7 (The Magnificent Seven), regia di Antoine Fuqua (2016)
- Maudie - Una vita a colori (Maudie), regia di Aisling Walsh (2016)
- Valerian e la città dei mille pianeti (Valerian and the City of a Thousand Planets), regia di Luc Besson (2017)
- First Reformed - La creazione a rischio (First Reformed), regia di Paul Schrader (2017)
- Le ultime 24 ore (24 Hours to Live), regia di Brian Smrz (2017)
- Juliet, Naked - Tutta un'altra musica (Juliet, Naked), regia di Jesse Peretz (2018)
- Rapina a Stoccolma (Stockholm), regia di Robert Budreau (2018)
- Adopt a Highway, regia di Logan Marshall-Green (2019)
- The Kid, regia di Vincent D'Onofrio (2019)
- Le verità (La vérité), regia di Hirokazu Kore'eda (2019)
- Tesla, regia di Michael Almereyda (2020)
- Acque buie (Cut Throat City), regia di RZA (2020)
- Black Phone (The Black Phone), regia di Scott Derrickson (2021)
- Zeros and Ones, regia di Abel Ferrara (2021)
- The Northman, regia di Robert Eggers (2022)
- Glass Onion: Knives Out (Glass Onion: A Knives Out Mystery), regia di Rian Johnson (2022)
- Raymond & Ray, regia di Rodrigo García (2022)
- Strange Way of Life, regia di Pedro Almodóvar – cortometraggio (2023)
- Il mondo dietro di te (Leave the World Behind), regia di Sam Esmail (2023)
- Blue Moon, regia di Richard Linklater (2025)
- La trama fenicia (The Phoenician Scheme), regia di Wes Anderson (2025)
- Black Phone 2, regia di Scott Derrickson (2025)

#### Televisione
- Alias - serie TV, episodio 2x14 (2003)
- Moby Dick - miniserie TV (2011)
- Exit Strategy, regia di Antoine Fuqua - film TV (2014)
- The Purge – serie TV, episodio 2x10 (2019)
- The Good Lord Bird - La storia di John Brown (The Good Lord Bird) – miniserie TV, 7 puntate (2020)
- Moon Knight – miniserie TV (2022)

### Doppiatore
- Chelsea Walls, regia di Ethan Hawke (2001) - non accreditato
- Robot Chicken - serie TV, 1 episodio (2007)
- The Guilty, regia di Antoine Fuqua (2021)

### Regista
- Stay (I Missed you) - video musicale (1994)
- Straight to One - cortometraggio (1994)
- Chelsea Walls (2001)
- L'amore giovane (The Hottest State) (2007)
- Blaze (2018)
- Wildcat (2023)

### Sceneggiatore
- Straight to One (1994) - Cortometraggio
- Before Sunset - Prima del tramonto (Before Sunset) (2004)
- L'amore giovane (The Hottest State) (2007)
- Before Midnight (2013)
- Blaze, regia di Ethan Hawke (2018)

### Produttore
- Blaze, regia di Ethan Hawke (2018)

## Teatro (parziale)
- Il gabbiano di Anton Čechov, regia di Marshall W. Mason. Lyceum Theatre di Broadway (1992)
- Il bambino sepolto di Sam Shepard, regia di Gary Sinise. Steppenwolf Downstairs Theatre di Chicago (1995)
- Camino Real di Tennessee Williams, regia di Nicholas Martin. Williamstown Theatre Festival di Williamstown (1999)
- Enrico IV di William Shakespeare, regia di Jack O'Brien. Lincoln Center di Broadway (2003)
- The Coast of Utopia di Tom Stoppard, regia di Jack O'Brien. Lincoln Center di Broadway (2006)
- Il giardino dei ciliegi di Anton Čechov, regia di Sam Mendes. Brooklyn Academy of Music di New York, Old Vic di Londra (2009)
- Il racconto d'inverno di William Shakespeare, regia di Sam Mendes. Brooklyn Academy of Music di New York, Old Vic di Londra (2009)
- Ivanov di Anton Čechov, regia di Austin Pendleton. Classic Stage Company dell'Off-Broadway (2012)
- Macbeth di William Shakespeare, regia di Jack O'Brien. Lincoln Center di Broadway (2013)
- True West di Sam Shepard, regia di James Macdonald. American Airlines Theatre di Broadway (2019)

## Scritti

### Romanzi
- Amore giovane (The Hottest State), 1996
- Mercoledì delle ceneri (Ash Wednesday), 2002
- Le regole del cavaliere (Rules for a Knight), 2015

## Riconoscimenti
- Premio Oscar
  - 2002 – Candidatura al miglior attore non protagonista per Training Day
  - 2005 – Candidatura alla migliore sceneggiatura non originale per Before Sunset - Prima del tramonto
  - 2014 – Candidatura alla migliore sceneggiatura non originale per Before Midnight
  - 2015 – Candidatura al miglior attore non protagonista per Boyhood
- Golden Globe
  - 2015 – Candidatura miglior attore non protagonista per Boyhood
  - 2021 – Candidatura miglior attore in una mini-serie o film per la televisione per The Good Lord Bird - La storia di John Brown
- Screen Actors Guild Awards
  - 2002 – Candidatura miglior attore non protagonista per Training Day
  - 2015 – Candidatura miglior attore non protagonista per Boyhood
- Premio BAFTA
  - 2015 – Candidatura miglior attore non protagonista per Boyhood
- Satellite Awards
  - 2015 – Candidatura miglior attore non protagonista per Boyhood
- Tony Award
  - 2007 – Candidatura al miglior attore non protagonista in un'opera teatrale per The Coast of Utopia
- Independent Spirit Awards
  - 2002 – Candidatura migliore sceneggiatura non originale per Before Sunset - Prima del tramonto
  - 2014 – Candidatura migliore sceneggiatura non originale per Before Midnight
  - 2015 – Candidatura miglior attore non protagonista per Boyhood
- Gotham Awards
  - 2015 – Candidatura miglior attore non protagonista per Boyhood

## Doppiatori italiani
Nelle versioni in italiano delle opere in cui ha recitato, Ethan Hawke è stato doppiato da:
- Francesco Bulckaen in Cerca e distruggi, La neve cade sui cedri, Hamlet 2000, Identità violate, Lord of War, Onora il padre e la madre, New York, I Love You, Daybreakers - L'ultimo vampiro, Sinister, Predestination, Good Kill, Regression, Born to Be Blue, Nella valle della violenza, Le ultime 24 ore, The Kid, Tesla, Acque buie, Glass Onion: Knives Out
- Alessandro Quarta in L'attimo fuggente, Zanna Bianca - Un piccolo grande lupo, Vediamoci stasera... porta il morto, Paradiso perduto, Waking Life, Training Day, Alias, Fast Food Nation, L'amore giovane, Brooklyn's Finest, La notte del giudizio, Getaway - Via di fuga, Le verità, The Good Lord Bird - La storia di John Brown, Black Phone, The Northman,  Strange Way of Life, Il mondo dietro di te
- Giorgio Borghetti in Explorers, Vicino alla fine, Prima dell'alba, Before Sunset - Prima del tramonto, Moby Dick, Before Midnight, I magnifici 7, Maudie - Una vita a colori, First Reformed - La creazione a rischio, Rapina a Stoccolma, Raymond e Ray
- Vittorio De Angelis in Alive - Sopravvissuti, Giovani, carini e disoccupati, Gattaca - La porta dell'universo, Assault on Precinct 13
- Riccardo Rossi in Boyhood, Il piano di Maggie - A cosa servono gli uomini, Juliet, Naked - Tutta un'altra musica, Zeros and Ones
- Fabrizio Vidale in Dad - Papà
- Christian Iansante in La leggenda di Zanna Bianca
- Oliviero Corbetta in Newton Boys
- Sergio Lucchetti in Boston Streets
- Dario Oppido in Ten Thousand Saints
- Oreste Baldini in Valerian e la città dei mille pianeti
- Stefano Benassi in Moon Knight

Da doppiatore è sostituito da: 
- Massimo De Ambrosis in The Guilty